# Joseph Odermatt
Pedro III, nascido Markus Joseph Odermatt (13 de março de 1966, Stans, Suíça), é o 4º Papa e Chefe da Igreja Cristã Palmariana, sucedendo o Papa Gregório XVIII, que abdicou ao papado em 22 de abril de 2016.
Ele também é o primeiro pontífice palmariano a não ser de origem espanhola, tendo nascido na Suíça.

## Vida religiosa
Odermatt nasceu em Stans, Cantão de Nidwald. Ele afirma ser descendente de São Nicolau de Flüe. Ingressou na Ordem dos Carmelitas da Santa Face em 1985 e trabalhou por dezoito anos como missionário na América do Sul.
Odermatt, chamado de Bispo Padre Eliseu Maria da Santa Face, foi Secretário de Estado do Papa Gregório XVIII, terceiro chefe da Igreja Cristã Palmariana, e nomeado seu sucessor em 2013.

## Pontificado
Em 22 de abril de 2016, o Papa Gregório XVIII renunciou ao seu governo da Igreja Palmariana e ao próprio status clerical, voltando ao estado laico. Ele abandonou a fé palmariana e sua comunidade religiosa, e se mudou com sua namorada para o município de Monachil, em Granada.
Com a renúncia de Gregório XVIII, Eliseu Maria assumiu imediatamente o posto de papa palmariano, como Pedro III. Apesar de ter iniciado o pontificado em 22 de abril, o novo Papa desejou ser coroado somente em 16 de julho daquele ano, data da Festa Principal da santa padroeira da Igreja e dia em que muitos fiéis do exterior se fazem presentes. Adotou também o epíteto De Glória Ecclésiæ.
Odermatt dissolveu o corpo da guarda papal instituído por seu antecessor, considerando-o desnecessário para sua segurança. Em 2018, ele viajou aos Estados Unidos pela primeira vez para participar de um "Congresso Eucarístico, Mariano e Josefino".
Sob o governo do Papa Pedro III, a Igreja Palmariana revisou parte de sua reclusão. Criaram um e-mail e um site para divulgar a Igreja e mostrá-la desde seu interior. Além disso, a Igreja Palmariana criou contas em outras plataformas virtuais, e permitiu a alguns féis a criação de perfis nessas redes, desde que voltados unicamente ao proselitismo.

### Relações com o ex-papa
Pedro III posteriormente excomungou o ex-Papa. Acusando-o de apostasia, Pedro III comparou duramente o seu antecessor a Satanás e declarou também inválidas todas as decisões que este tinha tomado. Ele também estabeleceu que nunca poderia readmitir Sergio María na igreja palmariana, nem mesmo se ele fizesse um ato de arrependimento público por seus atos.
Ao El País, Ginés Hernandéz disse que a Igreja Católica Palmariana "era uma farsa desde o início" para lucrar com os fiéis e apoiadores das supostas aparições de Nossa Senhora do Palmar. Pedro III acusou o ex-papa de desacreditar sua antiga Igreja em sua entrevista e de roubar dois milhões de euros, juntamente com vários bens, incluindo um BMW X6. Hernández negou as acusações de roubo.